# Journées mondiales de la jeunesse 2027
Les Journées mondiales de la jeunesse 2027 sont la 38e édition des Journées mondiales de la jeunesse. L'événement, organisé par l'Église catholique, aura lieu en 2027 à Séoul, capitale de la Corée du Sud. Le lieu de l’événement a été annoncé par le pape François à la fin de la messe de clôture des Journées mondiales de la jeunesse 2023 à Lisbonne au Portugal .